# Euxoa berliozi
Euxoa berliozi là một loài bướm đêm trong họ Noctuidae.